# Сингидунум
Сингидунум (лат. Singidunum) е римски град, съществувал на мястото на Белград.
Районът на Сингидунум е постоянно населен от средата до края на палеолита. Тук са открити неандерталски черепи и човешки останки от времето на новокаменната епоха.
През неолита между 6000 г. пр.н.е. и 3000 г. пр.н.е. в района процъфтява т.нар. Винчанска култура – виж Винча, днес предградие на Белград.
В периода 6 – 4 век пр.н.е. районът на античния Сингидунум е арена на масово движение на кимерийско-тракийски и скитски племена.

Първоначално стратегическото място на Белградската крепост е обитавано от келтското племе скордиски. Първите данни за примитивни укрепления се появяват в началото на 3 век пр.н.е..
През 279 г. пр.н.е. е зафиксирано в анали името Сингидунум за първи път. Втората част от думата на името му – „dunum“, значи опора, заграждение, крепост, подобно на името на Лондон. Що се отнася до етимологията на първата част от името – „Singi“, има няколко теории за произхода му, като двете най-разпространени са, че то произлиза от келтска дума, значеща „около крепостта“, или името произлиза от названието на укреплението на сингите, тракийско племе, което заема площта около укреплението преди овладяването му от скордиските.
През 3 век пр.н.е. съществуващото укрепление на мястото е овладяно, а по-късно и подсилено, от римляните, които латинизират името му. Сингидунум е родно място на римския император Йовиан. Според легендата градът, съществуващ на мястото, се възражда от пепелта като птицата Феникс 38 пъти. Пълното римско завоевание на района около Сингидунум приключва в 29 г. пр.н.е., когато е формирана римската провинция Мизия, а след разделянето ѝ районът с крепостта остава в Горна Мизия.
Сингидунум достига разцвета си през 86 година, когато в него за постоянно е дислоциран IIII Щастлив Флавиев легион. Легионът изгражда мост над река Сава, който свързва Сингидунум с Таурунум (лат. Taurunum) (днес Земун, квартал на Белград). За нуждите на 6-хилядния легион (заплашващ постоянно даките) и обслужващите го жители е изграден каструм. В града са изградени форум и терми.
След разделянето на Римската империя на Западна и Източна, Сингидунум остава в патримониума на Константинопол.
В периода 5 – 6 век Сингидунум е последователно превземан и разграбван многократно от хуни (441), сармати (454), остготи (470), гепиди (488) и отново остготи (504). През 510 година Византия, след споразумение с варварите, си връща контрола над града.
Юстиниан I през 535 г. доукрепва крепостната стена. През следващите години аварите и славяни от Аварския хаганат осъществяват набези през и в района. През 584 г. Сингидунум е покорен от аварите. Император Маврикий ползва Сингидунум като основен опорен пункт за балканските си походи, но в началото на 7 век градът е превзет, разграбен и сринат до основи от аварите.
През 630 г. Сингидунум е овладян от славянски племена, а на 16 април 878 г. градът е за първи път споменат в едно писмо на папа Йоан VIII до княз Борис I с българското си и средновековно име Белград.